# Legio IIII Sorana
La legio IIII Sorana era un'unità militare romana di epoca tardo repubblicana, che potrebbe essere stata formata dal console, Gaio Vibio Pansa, nel 43 a.C. e reclutata a Sora (località del Latium), da cui il suo soprannome. In questo caso coinciderebbe con la legio II.
Potrebbe aver partecipato alla successiva battaglia di Filippi del 42 a.C. dalla parte dei triumviri, Ottaviano e Marco Antonio.
Dopo la disfatta dei repubblicani, giurò fedeltà al solo Ottaviano e con lo stesso rimase fino alla battaglia di Azio del 31 a.C., in seguito alla quale sembra sia stata sciolta negli anni compresi tra il 30 ed il 14 a.C. (quando furono mandati in congedo tra i 105.000 ed i 120.000 veterani) e parte dei suoi soldati potrebbero essere stati inseriti nei ranghi della nuova legione, IV Macedonica (nella quale confluì anche la legio IV di Cesare).